# Krominantni dijagram
Krominantni dijagram je dijagram koji pokazuje sve boje u prirodi definirane krominantnim koordinatama x i y. Krominantni dijagram je definirala Međunarodna komisija za rasvjetu. Sve se boje nalaze na površini zatvorenoj potkovičastom krivuljom, a na rubu krivulje nanijete su spektralne boje valne dužine 380-780 nm. 
Jedan sustav boja naziva se CIE 1931 prostor boja.